# Demokracja (Obywatele i Sprawiedliwość)

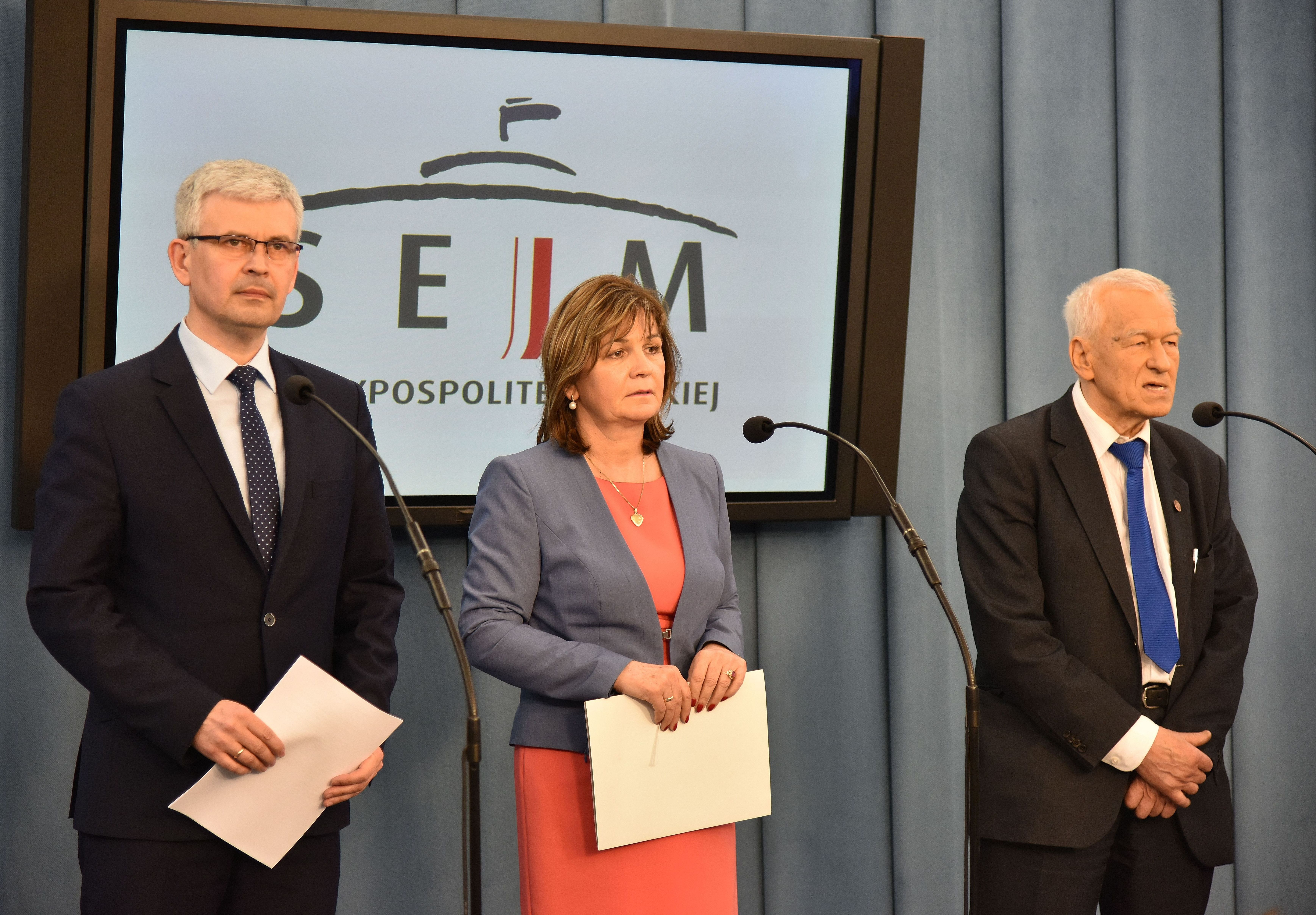
Członkowie-założyciele koła: Ireneusz Zyska, Małgorzata Zwiercan i Kornel Morawiecki (2016)

Demokracja (nazwa alternatywna: Obywatele i Sprawiedliwość) – polska partia polityczna założona w 2016, posiadająca koło poselskie w Sejmie RP VIII kadencji (założone przez byłych posłów Kukiz’15, wywodzących się z Solidarności Walczącej). Do 12 czerwca 2025 działała pod nazwą Wolni i Solidarni. Działacze ugrupowania wywodzą się ze środowisk prawicowych. Formacja odwołuje się do solidaryzmu i konserwatyzmu.

## Historia
Koło powstało na kanwie wydarzeń z kwietnia 2016, kiedy to posłanka Małgorzata Zwiercan dokonała tzw. głosowania na dwie ręce, za co została usunięta z klubu Kukiz’15. Tuż za nią dobrowolnie odszedł Kornel Morawiecki. 18 maja dołączył do nich Ireneusz Zyska, co umożliwiło formalne powołanie koła poselskiego. Przewodniczącym koła został Kornel Morawiecki, wiceprzewodniczącym Ireneusz Zyska, a sekretarzem Małgorzata Zwiercan. Członkowie koła zadeklarowali wsparcie dla polityki gospodarczej i socjalnej rządu Beaty Szydło.
We wrześniu 2016 Kornel Morawiecki poinformował, że złożony został wniosek o rejestrację partii WiS. Sąd dokonał rejestracji 18 listopada tego samego roku.
7 kwietnia 2017 posłowie WiS zagłosowali przeciw wnioskowi o wyrażenie konstruktywnego wotum nieufności wobec rządu Beaty Szydło i powołanie na premiera przewodniczącego PO Grzegorza Schetyny (sytuacja ta powtórzyła się także osiem miesięcy później).
W ostatnich miesiącach tego samego roku do koła WiS przeszli z klubu Kukiz’15 trzej kolejni posłowie – Sylwester Chruszcz i Adam Andruszkiewicz (liderzy stowarzyszenia Endecja – Adam Andruszkiewicz był jego prezesem, a po jego odejściu z Endecji Sylwester Chruszcz zastąpił go na tej funkcji) oraz Jarosław Porwich. Adam Andruszkiewicz i Jarosław Porwich założyli w maju 2018 Stowarzyszenie „Dla Polski”.
12 grudnia 2017 posłowie WiS zagłosowali za udzieleniem wotum zaufania rządowi Mateusza Morawieckiego (syna przewodniczącego ugrupowania). Uczynili to także rok później.
Przed wyborami samorządowymi w 2018 partia porozumiała się wstępnie z Prawem i Sprawiedliwością w sprawie startu z jego list w wyborach do sejmików województw. Poseł WiS Ireneusz Zyska został ponadto ogłoszony kandydatem PiS na prezydenta Wałbrzycha. WiS ogłosił jednak w największych miastach własnych kandydatów na prezydentów i w związku z brakiem zgody na to PiS, partia Kornela Morawieckiego postanowiła wystawić własne listy w tych wyborach. Kandydaci WiS znaleźli się natomiast na listach PiS w wyborach do rady Białegostoku.
Z WiS związała się niezrzeszona (wcześniej z PiS) radna sejmiku śląskiego Monika Socha.
Na listach WiS w wyborach do sejmików znaleźli się m.in. działacze Samoobrony (która otrzymała tytuł członka wspierającego), czy też jeden z liderów Akcji Zawiedzionych Emerytów Rencistów. Wolni i Solidarni zarejestrowali listy do 12 sejmików województw, a także niewielką liczbę kandydatów do rad. W związku z procesem rejestracji list 11 z 17 pełnomocników ugrupowania zostało pozbawionych funkcji. Ponadto wyszły na jaw znaczące nieprawidłowości dotyczące zbierania podpisów. Kandydaci związani z WiS startowali także na włodarzy, w tym prezydentów kilku miast. W wyborach do sejmików partia zdobyła 0,78% w skali kraju (11. wynik), nie uzyskując żadnego mandatu. 13 kandydatów jej komitetu zostało wybranych do rad gmin. 4 z nich uzyskało mandaty w gminie Osiek Jasielski, gdzie kandydat partii został także wybrany na wójta.
W grudniu 2018 Ireneusz Zyska przeszedł z WiS do klubu parlamentarnego PiS. W tym samym miesiącu ugrupowanie opuścił także poseł Adam Andruszkiewicz, zostając wiceministrem cyfryzacji w rządzie Mateusza Morawieckiego. W kwietniu 2019 do klubu PiS przeszedł Sylwester Chruszcz.
Przed wyborami do Parlamentu Europejskiego w 2019 politycy WiS zadeklarowali start z list partii Jedność Narodu, która ostatecznie zarejestrowała listę tylko w jednym okręgu, a działacze WiS się na niej nie znaleźli.
W wyborach parlamentarnych w 2019 posłowie WiS znaleźli się wśród kandydatów komitetu PiS (Kornel Morawiecki do Senatu, zaś formalnie bezpartyjni Jarosław Porwich i Małgorzata Zwiercan do Sejmu). Pomimo to Kornel Morawiecki zadeklarował samodzielny start partii do Sejmu, do którego ostatecznie nie doszło. Kilkoro członków WiS wystartowało natomiast indywidualnie z list Skutecznych, Konfederacji WiN i AZER. Część partii współpracowała ponadto z Prawicą Rzeczypospolitej.
30 września tego samego roku zmarł Kornel Morawiecki, w związku z czym koło poselskie WiS przestało istnieć. Już po wyborach Małgorzata Zwiercan przystąpiła do klubu PiS. W wyborach nie uzyskała ona reelekcji, podobnie jak jedyny pod koniec kadencji Sejmu reprezentujący WiS poseł Jarosław Porwich. Mandatu nie zdobył również żaden startujący w wyborach członek WiS.
Kuratorem ustanowionym dla WiS wpisanym przez sąd do ewidencji 18 listopada 2019 został Paweł Wiącek. 30 listopada 2020 na jego miejsce wpisany został Andrzej Zagdański. W 2021 przewodniczącym partii został Jan Miller. Na zgromadzeniu ogólnym partii 26 września tego samego roku utrzymał on funkcję przewodniczącego WiS, a na czele rady krajowej partii stanął Zbigniew Pomieczyński. Reaktywacja działalności WiS spotkała się z krytyką członków stowarzyszenia Solidarność Walcząca i byłych posłów WiS.
W wyborach parlamentarnych w 2023 partia wystawiła trzech kandydatów do Senatu. Dwóch kandydatów zajęło przedostatnie miejsca, a pozostała kandydatka ostatnie miejsce w okręgu. W tym samym roku nowym przewodniczącym partii został Maciej Kusior. W wyborach samorządowych w 2024 komitet WiS wystawił kandydatów do rady powiatu krakowskiego, do rady miasta Pisz i do dwóch rad gmin wiejskich, uzyskując po jednym mandacie w gminach wiejskich. Szef partii Maciej Kusior z ramienia lokalnego komitetu startował bez powodzenia na radnego gminnego. W wyborach do Parlamentu Europejskiego w tym samym roku ugrupowanie nie wzięło udziału.
Na nadzwyczajnym zgromadzeniu ogólnym partii 12 czerwca 2025 przyjęła ona nazwę „Demokracja” i alternatywną nazwę „Obywatele i Sprawiedliwość”.

### Wolni i Solidarni (d. Społeczny Interes)
9 lipca 2025 nazwę „Wolni i Solidarni” przyjęła wywodząca się z Agrounii partia Społeczny Interes, założona w 2023 przez Mateusza Piepiórkę (związanego czasowo z Bezpartyjnymi Samorządowcami, następnie w wyborach prezydenckich w 2025 pełnomocnika Artura Bartoszewicza), na czele której jednocześnie stanął były przewodniczący WiS Jan Miller.

## Program
Partia stawia za cel „przebudowę ustroju Polski w duchu solidaryzmu”. Odwołuje się do wolności jako „swobody wielorakich, odpowiedzialnych działań w przestrzeni publicznej”. Opowiada się za łagodzeniem sporów w polityce i zwiększeniem aktywności obywatelskiej. Postulatami WiS są m.in.: kształcenie się jako nowa forma płatnej pracy, podatek od wielkiego kapitału, samorząd gospodarczy, kadencyjność władz samorządowych, wynagradzanie matek wychowujących dzieci oraz próżniowe koleje wielkiej prędkości. Ugrupowanie jest również za reformą wymiaru sprawiedliwości, sprawnym systemem podstawowej opieki zdrowotnej (i profilaktyką), zwiększeniem nakładów na naukę i kulturę, tanim budownictwem mieszkaniowym, a także rozwojem własności pracowniczej oraz rodzimej spółdzielczości i handlu.

## Przewodniczący
- 2016–2019: Kornel Morawiecki
- 2019–2020: Paweł Wiącek (kurator)
- 2020–2021: Andrzej Zagdański (kurator)
- 2021–2023: Jan Miller
- od 2023: Maciej Kusior